# M203
M203 là một ống phóng lựu được gắn vào súng M16 hoặc M4 được Quân đội Hoa Kỳ sử dụng. Những phiên bản chỉnh sửa chút ít của nó còn có thể sử dụng trên nhiều loại súng khác nhau. Thiết bị này được gắn dưới ốp lót tay súng, ngoài lựu đạn tiêu chuẩn nó còn có thể dùng để phóng lựu đạn gas, đạn cỡ to...
M203 được gắn dưới tay cầm súng được nạp đạn cỡ lớn hoặc đạn gas. Sau mỗi lần bắn phải nạp đạn lại. Chính xác không cao nhưng gây sức sát thương rất lớn. Tính năng kỹ chiến thuật của M203 được đánh giá là nhỉnh hơn dòng GP-25/30 tuy nhiên theo những nguồn khác thì GP-25/30 thậm chí là vượt trội so với M203.
Quân đội Nhân dân Việt Nam sử dụng loại M203 cải tiến hoặc biến thể T-40 của nó để lắp trên súng AK-47 hoặc Galil ACE, nhằm tận dụng loại đạn dùng với súng phóng lựu M79 đã được sản xuất trong nước.

## Thông số kỹ thuật
- Chiều dài: 380mm
- Khối lượng: 1,36 kg
- Cỡ nòng: 40mm
- Cỡ đạn: 40x46 mm grenade
- Nguyên tắc nạp đạn: Single shot.
- Hộp đạn: 1 viên.
- Sơ tốc đầu đạn: 76 m/s.
- Nhịp bắn: 5-7 viên/phút.
- Tầm bắn hiệu quả: 150 m.
- Tầm bắn tối đa: 300 m.